# Jürgen Hennig

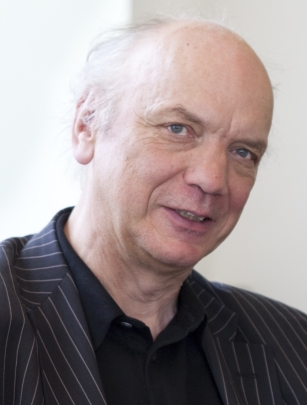

Jürgen Klaus Hennig (nació en Stuttgart, Alemania el 5 de marzo de 1951) es unquímico y físico médico alemán. Internacionalmente considerado como uno de los pioneros en Imagen por resonancia magnética para diagnosis clínicas. Es el Director Científico del Departamento de Radiología Diagnóstica y presidente del Magnetic Resonance Development and Application Center (MRDAC) en la University Medical Center Freiburg. En el 2003 le galardonaron el Max Planck Research Award en la categoría de Biociencia y Medicina. 

## Biografía

### Carrera Científica
Del 1969 al 1977 Hennig estudió química en Stuttgart, Londres, Munich y Freiburg. Entre 1977 al 1981 estuvo trabajando en el Institute for Physical Chemistry (IPC) de la Universidad de Freiburg, donde completo su doctorado en mediciones NMR de cinética de intercambio intramolecular bajo la supervisión de Herbert Zimmermann. Durante ese tiempo, Hennig tuvo su primer contacto con Magnetic Resonance Imaging (MRI) en la presentación inaugural de su tutor Hans-Heinrich Limbach sobre el trabajo de Paul Lauterbur, posteriormente ganador del Premio Nobel.
Del 1982 al 1983 Hennig realizó su post-doctorado en la Universidad de Zúrich, donde trabajó en el área de espectroscopia CIDNP. En 1982 desarrollo su primer secuencia de pulsos NMR para medir procesos de intercambio intramolecular. En ese momento en Zúrich Hennig decidió centrar su futuro trabajo en el área de desarrollo de métodos NMR en vez de en el campo de la química.
Hennig comenzó su trabajo en University Medical Center Freiburg en 1984 como investigador en el departamento de Radiología. Allí, en colaboración con la compañía Bruker Medizintechnik GmbH, desarrolló el Método-RARE. En 1989 finalizó su tesis de Técnicas especiales de tratamiento de imágenes para Tomografía de Resonancia Magnética Nuclear en la facultad de medicina de la Universidad de Freiburg. 
En 1993, Hennig fue nombrado profesor en la University Medical Center Freiburg como jefe del grupo de tomografía MR en el Departamento de Radiología Diagnóstica. En 1998 fue proclamado Director del Departamento de Imágenes y Física Médica Funcional del Departamento de Radiología Diagnóstica. En 2001 se convirtió en el Director de Investigación del Departamento de Radiología Diagnóstica. En ese mismo año fundo el Desarrollo de Resonancia Magnética y el Centro de Aplicaciones (MRDAC) en la University Medical Center Freiburg, seguido por la cooptación en la escuela de Matemáticas y Física de la Universidad de Freiburg en el año 2002.
En 2004 Hennig fue nombrado Profesor-C4 en la University Medical Center Freiburg y desde entonces es el Director Científico del Departamento de Radiología Diagnóstica. El grupo de investigación y desarrollo en MRI que fundó y lideró desde 1984 creció aproximadamente a 80 empleados a finales del 2002. 
En 1999 Hennig fue el Presidente de International Society for Magnetic Resonance in Medicine (ISMRM). 
Desde 2008 ha estado afiliado a Wisconsin Institute for Medical Research en la Universidad de Wisconsin.
Desde 2011 ha sido miembro de la German Academy of Sciences Leopoldina.

### Trabajo
Hennig ha escrito numerosos artículos de investigación fundamentales de Magnetic Resonance Imaging (MRI). 
Basado en el método CPMG multi-echo, Hennig desarrollo la secuencia RARE (Rapid Acquisition with Relaxation Enhancement) en 1984. A través de su trabajo el tiempo de adquisición ha sido significativamente reducido, lo cual ha constituido un paso importante en la rutina clínica. Además, RARE ofrece la posibilidad de controlar el relevante contraste T2 in MRI. El método RARE fue primeramente publicado en 1984 en una revista alemana Radiologe. Su primer envió a una revista internacional fue rechazado, con el comentario de que su método ya había sido probado sin éxito. En 1986 otras publicaciones internacionales se dieron lugar. RARE es actualmente uno de los métodos estándares usados en MRI clínico. El método es también conocido por el acrónimo TSE (Turbo Spin Echo) y FSE (Fast Spin Echo). 
El método Hyperecho fue publicado por Hennig en el 2001. Con hyperechoes el Specific absorption rate (SAR) de la secuencia RARE puede ser significativamente reducida mientras la calidad de la imagen se mantiene. Esto es importante para las aplicaciones clínicas MRI a altas fuerzas de campos magnéticos. 
En 2008 Hennig publicó un concepto para técnicas de imágenes con gradientes de campos magnéticos no-lineares que permitían el aumento de la resolución de imagen en el cerebro MRI en las regiones externas.

### Conexiones en Asia
En el 1985 Hennig viajó a Guangzhou, China con el propósito de instaurar el primer sistema MRI en China. Con ello, la primera MR imagen fue tomada en China el 25 de diciembre, del 1985. Desde entonces ha atendido a otras instalaciones de sistemas MRI en China.
Hennig ha sido el presidente y miembro fundador de la Sociedad Europea-China para la Resonancia Magnética Clínica desde 1993. Es miembro honorario de la Sociedad China Radiologica. Hennig fue premiado como Professor Einstein en la Academia China de la Ciencia en 2011. In 2010 recibió el Tsung Ming Tu Award, el cual es el premio científico más importante en Taiwán. 
Desde 2004 Hennig es un miembro de la Academia de la Ciencia de la República de Tatarstan. Además de mantener cooperaciones con Hong Kong, Korea del Sur y Singapur.

## Premios
- 1992: European Magnetic Resonance Award[9]
- 1993: 'Kernspintomographie-Preis' (Magnetic Resonance Tomography Award) 1993
- 1994: Gold Medal Award of the Society of Magnetic Resonance[10]
- 2003: Max Planck Research Award in der category Biosciences/Medicine
- 2006: Albers Schönberg Medal from the 'Deutschen Röntgengesellschaft' (German Radiology Society)
- 2010: Tsung Ming Tu Award from the National Science Council, Taiwán
- 2015: Hounsfield Memorial Lecture[11] Imperial College London
- 2016: Alfred-Breit-Preis der Deutschen Röntgengesellschaft[12]